# 特氏東瀛鯉
特氏東瀛鯉（學名：Nipponocypris temminckii），又稱縱紋鱲，為輻鰭魚綱鯉形目鲴科東瀛鯉属的其中一種。分布於亞洲日本、朝鮮半島、中國淡水流域，體長可達17.4公分，體重可達62.7公克，棲息在河川及湖泊底中層水域，生活習性不明。

## 扩展阅读
維基物種上的相關：特氏東瀛鯉